# Коробчатое золото

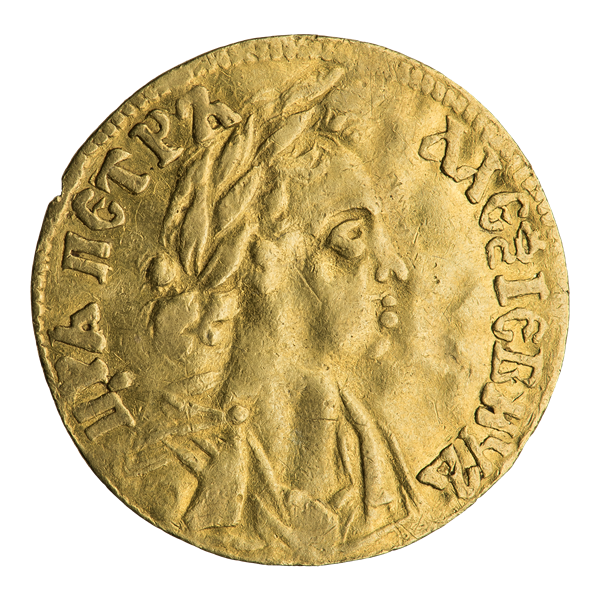
Червонец 1701 года (аверс)

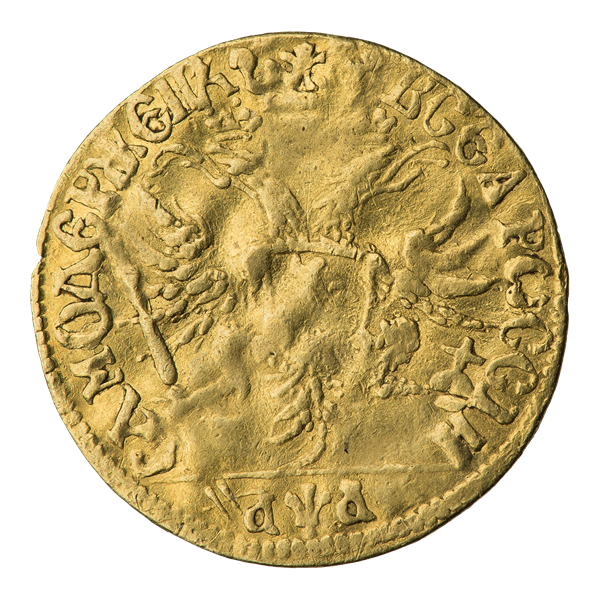
Червонец 1701 года (реверс)

Коробчатое золото — золотой песок, который поставлялся в Российскую империю из Китая для чеканки червонцев. Золотой песок упаковывали в небольшие коробочки, отчего и произошло его название. Коробчатое золото использовалось для чеканки червонцев в 1701 и 1704 годах.

## История
Уже в конце XVII века через китайскую границу коробчатое золото стало поставляться в значительном количестве.

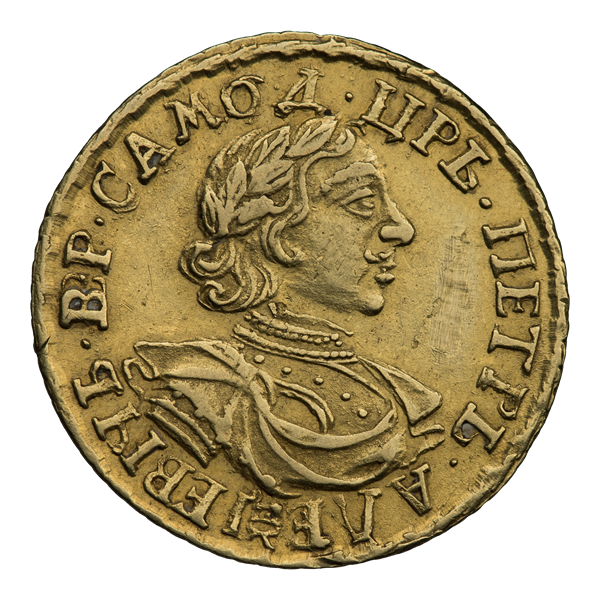
Два рубля 1718 года (аверс). Для чеканки андреевского двухрублёвика стали использовать лигатурное золото, а не коробчатое

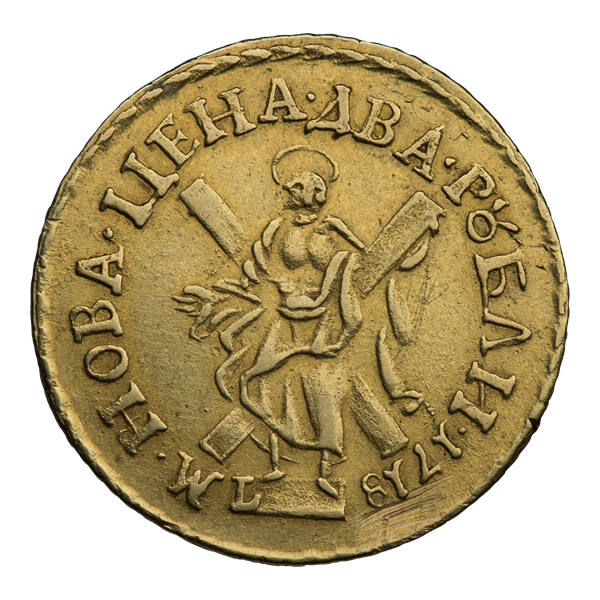
Два рубля 1718 года (реверс). Для чеканки андреевского двухрублёвика стали использовать лигатурное золото, а не коробчатое

Китайское коробчатое золото поставлялось в Российскую империю для чеканки червонцев. Первые червонцы, или червонные, начали чеканить в Российской империи в 1701 году, и они стали новой денежной единицей. Прототипом для изготовления этой монеты был западно-европейский дукат, известный в России с XV века. Изначально червонцы чеканили на Кадашевском монетном дворе. Червонцы были одинарные и двойные.
Вес червонца 1701 года составлял 3,47 г, из которых 3,36 г — чистого золота, диаметр — 23-24 мм. Двойной червонец весил 6,94 г, из которых чистого золота — 6,72 г. Диаметр — 24 мм.
Золотой песок упаковывали в коробочки небольших размеров. В каждой из таких коробочек находилось по ¾ фунта золотого песка. Из Китая поступал в основном золотой песок, а золотые слитки привозили в намного меньшем количестве. В 1701 году коробчатое золото использовали для чеканки 9735 червонцев. На чеканку этих денег из казны потратили 11 141 рублей. Деньги пошли на оплату работы мастеров, стоимость самого золота, потери при плавке. Каждый червонец в среднем обошёлся казне в 1 рубль 14 копеек. В 1704 году коробчатое золото вновь использовалось для чеканки русских червонцев, которых было всего отчеканено 8675. Расходы на каждый из них составили 1 рубль 30 копеек.
По одним данным, коробчатое золото, поступавшее на Монетный двор через Сибирский приказ, использовалось иногда для чеканки двухрублёвиков, а по другим сведениям, в феврале 1718 года золотые двухрублёвики стали чеканить из лигатурного золота — стопа и проба монет была изменена. Золотые двухрублёвики, которые также называли андреевскими золотыми из-за размещения на одной из сторон изображения апостола Андрея Первозванного, стали чеканиться из лигатурного золота, видимо, из-за роста цен на коробчатое золото.